# Jacobus Muyle
Pour les articles homonymes, voir Muyle.
Jacobus Muyle (né le 10 avril 1787 à Pittem et décédé le 25 janvier 1850 dans le même lieu) était un homme politique, avocat et industriel belge de tendance catholique,.

## Biographie
Jacobus Muyle est le fils de Joannes Josephus Muyle, ancien bailli de Pittem et de Regina Carolina Van Vanwonterghem (fille du général-baron de cavalerie Vanwonterghem)
 (mars 2025).
Si vous disposez d'ouvrages ou d'articles de référence ou si vous connaissez des sites web de qualité traitant du thème abordé ici, merci de compléter l'article en donnant les références utiles à sa vérifiabilité et en les liant à la section « Notes et références ».
. La famille Muyle est une très ancienne famille flamande. Ses origines remontent au XVe siècle dans la région de Tielt. Il refusera l'annoblissement par le roi Léopold Ier[réf. nécessaire], chose rare à l'époque 
 (mars 2025).
. Il resta très impliqué dans la vie politique flamande jusqu'à sa mort en 1850 au château Muyle de Pittem. Très proche du comte Félix de Mûelenaere, le deux famille s'uniront près d'un siècle plus tard.

## Carrière politique
Il devient échevin de Pittem à partir de 1810. De 1830 à 1850[réf. nécessaire], il est bourgmestre de Pittem. Député pour l’arrondissement de Tielt.

## Brasserie Muyle

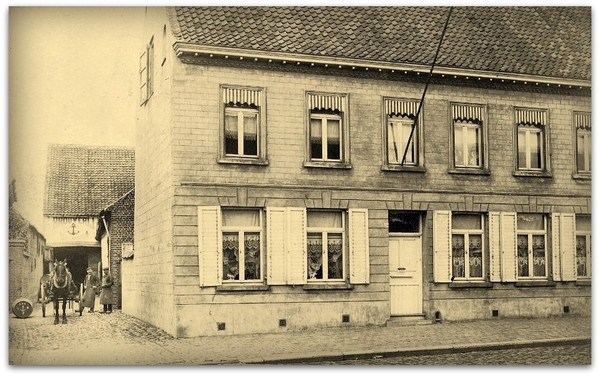
Brasserie Muyle.

Jacobus Muyle reprend la brasserie de son père, Joannes, en 1831. Il l’a développa de manière industrielle, chose rare pour l’époque. La bière est brassée jusque dans les années 1960, principalement de fermentation haute (Super), à partir de 1935 également bière de basse fermentation (Alfa Pils), qui est fournie dans la région de Roeselare-Tielt. Une malterie était également rattachée à la brasserie.

## Distinction
- Ordre de Léopold en 1846 ;
- Muylestraat à Pittem[6].